# Micheil Schugliaschwili
Micheil Schugliaschwili, georgisch მიხეილ შუღლიაშვილი, auch Mikheil Shugliashvili (* 17. Januar 1941 in Tiflis, Georgische SSR; † 23. November 1996 in Georgien) war ein georgischer Komponist.

## Leben und Wirken
Er absolvierte 1964 sein Studium am Konservatorium in Tiflis (Tbilissi), wo er bei Andria Balantschiwadse Komposition studiert hatte. Ab 1959 unterrichtete er Musiktheorie an verschiedenen Schulen in Tiflis.
In den 1960ern und 1970ern schrieb er eine Reihe von Instrumentalwerken, in denen er sich vom seriellen Kontrapunkt entfernte hin zu einem meditativen Minimalismus. Sein Musikdenken war einerseits vom wissenschaftlichen Positivismus beeinflusst, andererseits von der Informationstheorie und vom Strukturalismus. Sein Schaffen wird durch einen Kult des Objektiven bestimmt, in dem die Klangkonzeption konstruktiv und logisch entsteht, und zwar unter Einbeziehung verschiedener Zahlenkategorien, die in der Musik eingeschrieben sind. Als logische Konsequenz gründete er 1995 in Tiflis das erste Studio für Computermusik in Georgien.
Konstante Wechsel der Struktur in Dichte, Fülle, Rhythmus, Dynamik und Timbre zeichnen seine Kompositionen aus. Diese Parameter werden in akustischen Impulsen vereinigt und einzelne Zellen oder Gruppen räumlich verlagert – ähnlich mancher Experimente des Komponisten Karlheinz Stockhausen.
Das kompositorische Œuvre Schugliaschwilis umfasst 22 Kompositionen, darunter Orchesterwerke, Kammermusik und Solowerke, die im Zeitraum von 1960 bis 1979 entstanden und von denen bis heute noch nicht alle uraufgeführt worden sind. Mikheil Shugliashvili komponierte außerdem Filmmusik für Spielfilme, Dokumentarfilme und Zeichentrickfilme.